# Salmour
Salmour olim Sarmatorio, (en français Salmour) est une commune italienne de la province de Coni dans la région Piémont en Italie.

## Administration
| Période                                  | Période  | Identité          | Étiquette | Qualité |
| ---------------------------------------- | -------- | ----------------- | --------- | ------- |
| 29 mai 2007                              | En cours | Gian Franco Sineo | civica    |         |
| Les données manquantes sont à compléter. |          |                   |           |         |

### Communes limitrophes
Bene Vagienna, Cervere, Cherasco, Fossano, Narzole